# Meira (Moaña)
Meira es una localidad del municipio pontevedrés de Moaña, en la comunidad autónoma de Galicia, España.
Es la más extensa de las localidades del municipio. En octubre de 1836, cuando se constituyen los actuales ayuntamientos, el de Moaña se crea bajo el nombre de Meira y tiene a esta localidad como centro administrativo. En 1874 se cambia el nombre del municipio por el de Moaña y se traslada la capitalidad del mismo.

## Datos básicos
Según el padrón municipal de 2022 tenía 3927 habitantes, distribuidos en 8 entidades de población.

## Geografía
La localidad de Meira, una de las más extensas del municipio de Moaña, desciende del monte Faro de Domaio (630 metros de altitud) hasta la ensenada de Meira, en una costa baja y arenosa muy afectada por las mareas e importante punto de extracción de bivalvos que son fruto de una intensa comercialización.
El interior de la localidad está constituido por un prolongado valle que baja de los límites con el municipio de Marín hasta el litoral, regado por el río da Fraga y otros riachuelos.
La población, muy densa, se agrupa en varios grandes barrios, hoy en día muy urbanizados, entre las que se destacan Moureira (677 habitantes en 2010) y Reibón (790 habitantes en 2010).
Posee un puerto pesquero de bajura, puerto de deportes náuticos y varios puertos industriales en el barrio de O Latón.
En la localidad de Meira se encuentra el paseo marítimo y zona verde de A Xunqueira, con la gran playa del mismo nombre; además el sendero ecológico que recorre gran parte del curso del río da Fraga, donde se encuentran varios viejos molinos harineros hidráulicos.
Meira posee varios importantes petroglifos de la Edad del Bronce así  el castro de As Cidades, la iglesia parroquial de Santa Eulalia y la capilla de San Bartolomé, en la isleta de su mismo nombre, hoy unida a tierra firme.

## Economía
La presencia de la industria es muy importante en la localidad, astilleros, depuradoras de marisco, puerto pesquero... y un sinfín de actividades que hacen de Meira un importante centro industrial y de producción dentro del municipio de Moaña. Posee además importantes polígonos de bateas para la cría del mejillón.

## Deporte
Destaca por su importancia la Sociedad Deportiva Samertolameu, que ha conseguido importantes triunfos en regatas de traineras.

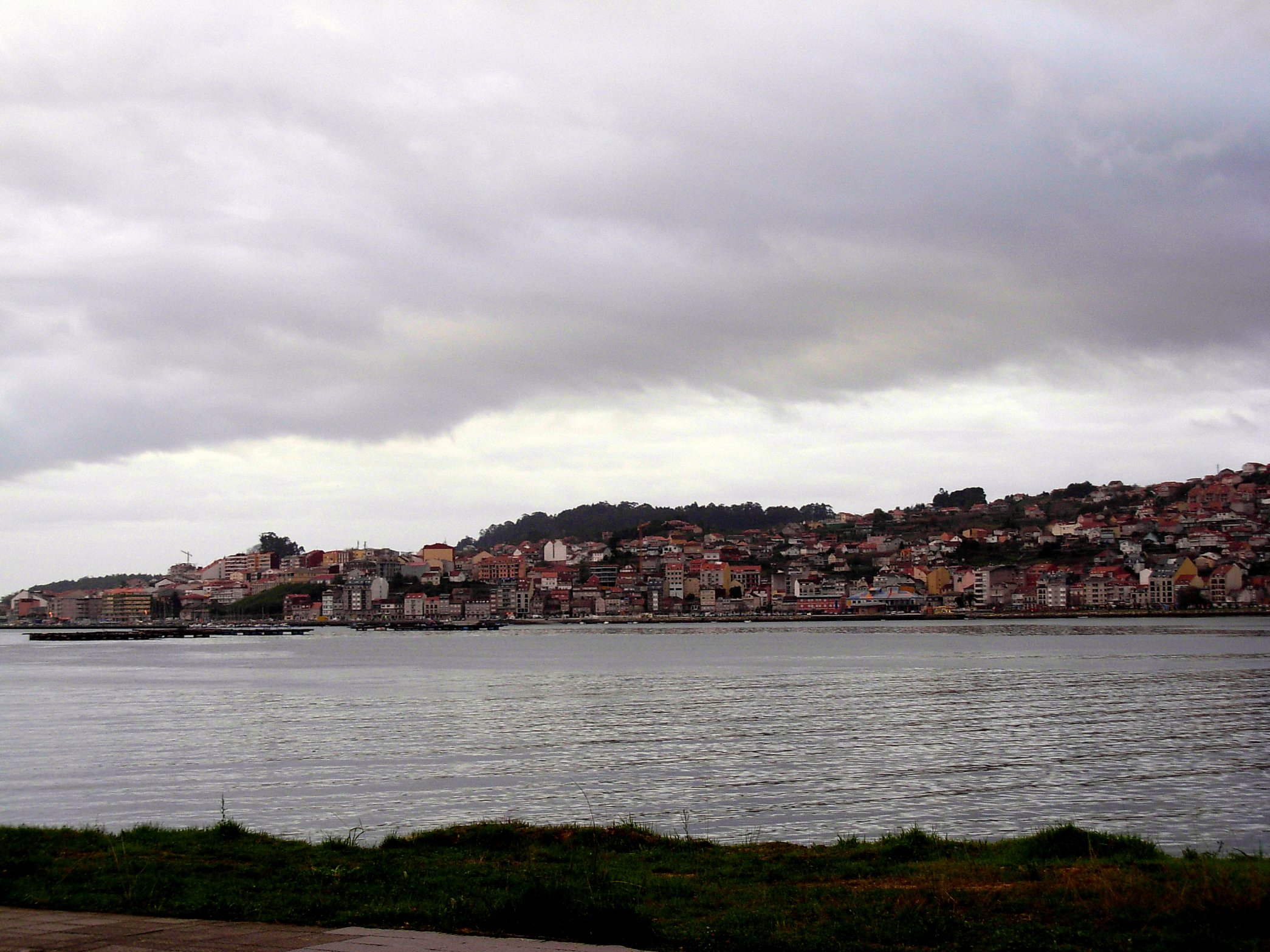
Vista del litoral y ensenada de Meira; al fondo, la zona urbana de Moaña
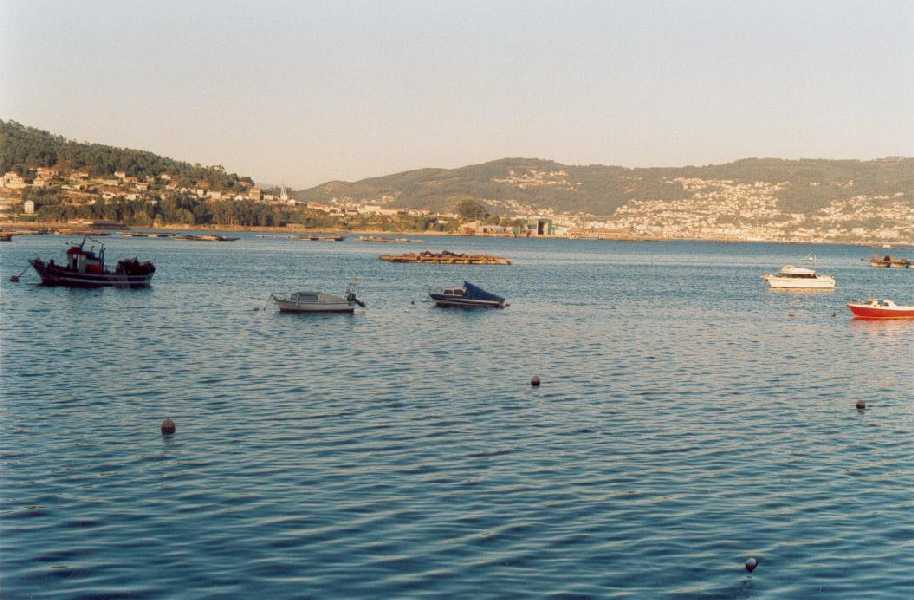
Vista general de Meira y Domaio.
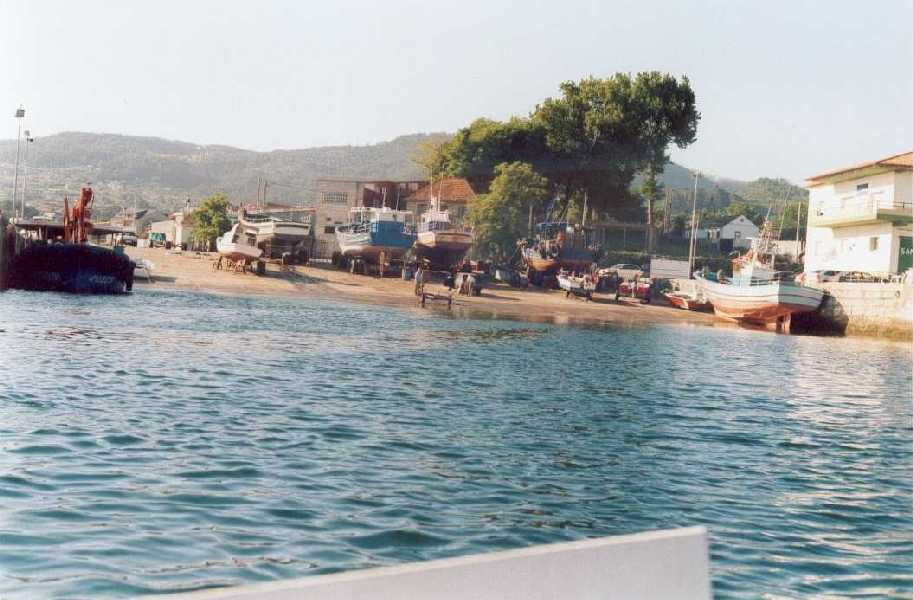
Puerto de Meira, vista parcial.